# Hudiksvalls distrikt
Hudiksvalls distrikt är ett distrikt i Hudiksvalls kommun och Gävleborgs län. Distriktet omfattar de centrala delarna av tätorten Hudiksvall.

## Tidigare administrativ tillhörighet
Distriktet inrättades 2016 och utgörs av det område som Hudiksvalls stad omfattade före 1952 (och vari delar av socknarna Hälsingtuna och Idenor införlivats 1911).
Området motsvarar den omfattning Hudiksvalls församling hade vid årsskiftet 1999/2000.

## Tätorter och småorter
I Hudiksvalls distrikt finns en tätort men inga småorter.

### Tätorter
- Hudiksvall (del av)